# Bleiselenid
Bleiselenid (PbSe) ist eine anorganische chemische Verbindung des Bleis aus der Gruppe der Selenide. Es handelt sich hierbei um ein graues, giftiges Pulver.

## Vorkommen
Bleiselenid kommt natürlich in Form des Minerals Clausthalit vor.

## Gewinnung und Darstellung
Bleiselenid kann durch eine mehrstufige Reaktion von Selen mit Salpetersäure, Ammoniak und Blei(II)-oxid gewonnen werden.
{\displaystyle \mathrm {2\ Se+8\ HNO_{3}\longrightarrow 2\ H_{2}SeO_{3}+8\ NO_{2}+2\ H_{2}O} }
{\displaystyle \mathrm {2\ PbO+4\ HNO_{3}\longrightarrow 2\ Pb(NO_{3})_{2}+2\ H_{2}O} }
{\displaystyle \mathrm {2\ H_{2}SeO_{3}+2\ Pb(NO_{3})_{2}+3\ N_{2}H_{4}\longrightarrow } }{\displaystyle \mathrm {2\ PbSe+3\ N_{2}+4\ HNO_{3}+6\ H_{2}O} }
Ebenfalls möglich ist die Synthese durch Umsetzung von äquimolaren Mengen von Blei(II)-acetat-Trihydrat Pb(CH3CO2)2·3H2O und Seleniger Säure H2SeO3 zu Bleiselenit PbSeO3 und dessen anschließende Reduktion mit einer schwach essigsauren Lösung von Hydrazin N2H4.
Die Synthese von Bleiselenid-Einkristallen erfolgt aus genau stöchiometrischen Mengen der beiden Elemente in Quarzampullen unter Vakuum.
{\displaystyle \mathrm {Pb+Se\longrightarrow PbSe} }

## Eigenschaften
Bleiselenid ist ein graues bis schwarzes kristallines Pulver, welches Halbleitereigenschaften besitzt und unlöslich in Wasser ist. In Salzsäure und Salpetersäure ist es löslich unter chemischer Veränderung. Die Kristalle sind äußerlich Galenit ähnlich und mit ihm isomorph (B 1-Typ, a = 6,124 A). Beim Erhitzen im offenen Reagenzglas zersetzt sich Bleiselenid unter Entwicklung von Selen-Dämpfen.

## Verwendung
Bleiselenid wird als Halbleiterdetektor in Wärmebildkameras und Strahlungsempfängern (Pyrometer) im Spektralbereich von 1 bis 5 µm verwendet. Auch als Material für Laserdioden (mit kleinen Beigaben von Strontium-, Europium(II)- oder Zinn(II)-selenid) im Bereich von 3 bis 25 µm wird es verwendet.